# Nhiệt năng

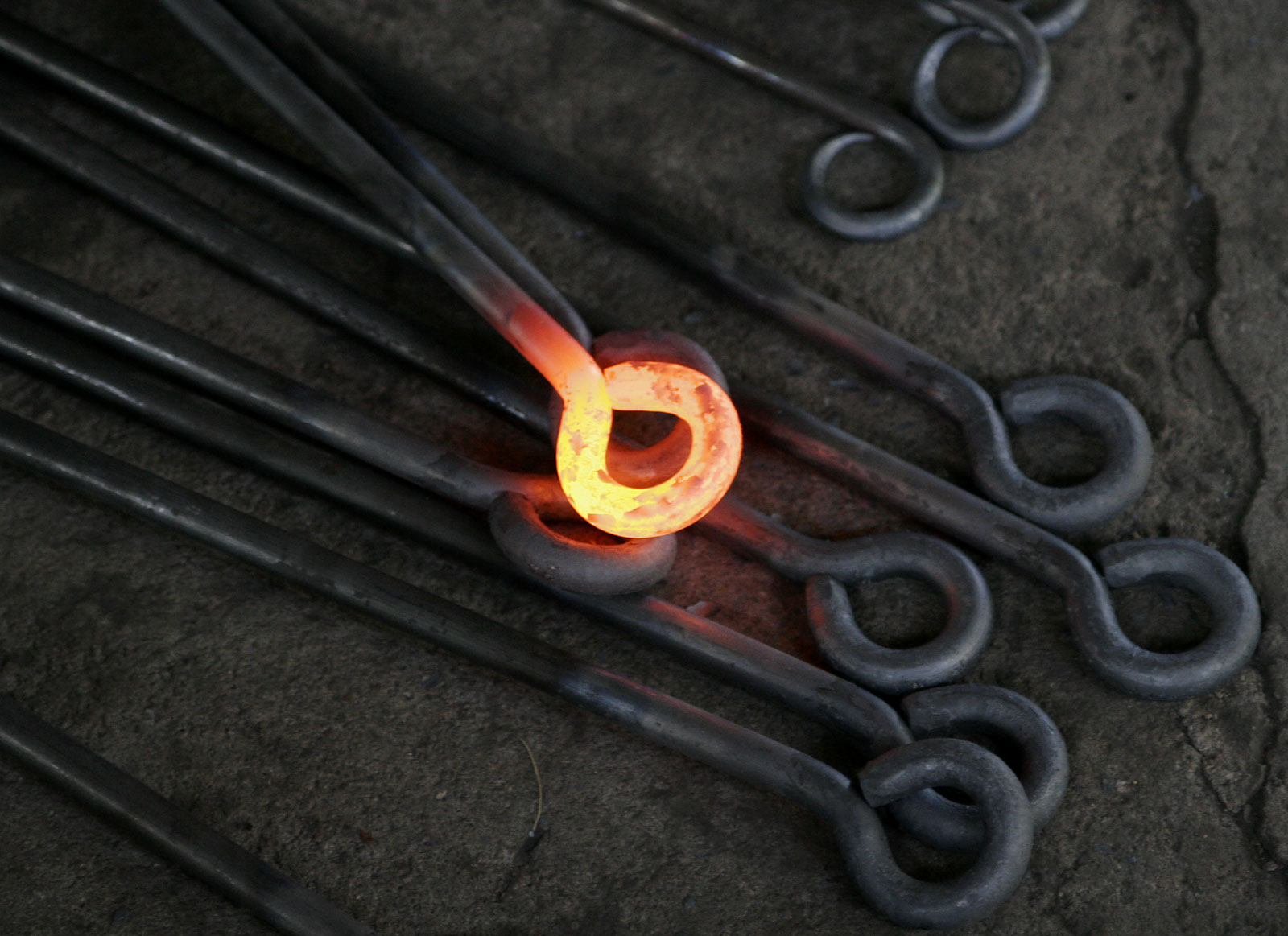
Bức xạ nhiệt trong ánh sáng khả kiến có thể được nhìn thấy trên vật kim loại được nung nóng.

Nhiệt năng đề cập đến một số khái niệm vật lý riêng biệt, chẳng hạn như nội năng của một hệ thống; nhiệt hoặc nhiệt hiện, được định nghĩa là các loại truyền năng lượng (giống như công); hoặc năng lượng đặc trưng của bậc tự do trong hệ nhiệt {\displaystyle kT}, tại đó {\displaystyle T} là nhiệt độ và {\displaystyle k} là hằng số Boltzmann.

## Liên quan đến nhiệt và nội năng
Trong nhiệt động lực học, nhiệt là năng lượng truyền đến hoặc từ một hệ nhiệt động lực học, bằng các cơ chế khác với công hoặc chuyển giao nhiệt động lực học của vật chất. Nhiệt đề cập đến một lượng được truyền giữa các hệ thống, không phải thuộc tính của bất kỳ hệ thống nào hoặc 'chứa' bên trong nó. Mặt khác, nội năng là thuộc tính của một hệ thống duy nhất. Nhiệt và công phụ thuộc vào cách thức mà quá trình truyền năng lượng xảy ra, trong khi nội năng là một thuộc tính của trạng thái của một hệ thống và do đó có thể hiểu được mà không cần biết năng lượng đến đó như thế nào.
Trong phân tích cơ học thống kê của khí lý tưởng, trong đó các phân tử chuyển động độc lập giữa các va chạm tức thời, nội năng là tổng động năng của các hạt độc lập của khí và chính chuyển động động học này là nguồn gốc và tác dụng của sự truyền nhiệt qua ranh giới của hệ thống. Đối với một chất khí không có tương tác hạt ngoại trừ các va chạm tức thời, thuật ngữ "nhiệt năng" đồng nghĩa với " nội năng ". Trong nhiều văn bản vật lý thống kê, "nhiệt năng" đề cập đến {\displaystyle kT}, tích của hằng số Boltzmann và nhiệt độ tuyệt đối, cũng được viết là {\displaystyle k_{\text{B}}T}.  Trong vật chất, đặc biệt là vật chất cô đặc, chẳng hạn như chất lỏng hoặc chất rắn, trong đó các phần tử cấu thành, chẳng hạn như phân tử hoặc ion, tương tác mạnh với nhau, năng lượng của các tương tác đó đóng góp mạnh mẽ vào nội năng của vật thể, nhưng không chỉ rõ ràng về nhiệt độ.
Thuật ngữ 'năng lượng nhiệt' cũng được áp dụng cho năng lượng được mang bởi dòng nhiệt, mặc dù điều này cũng có thể được gọi đơn giản là nhiệt hoặc nhiệt lượng.

## Bối cảnh lịch sử
Trong một bài giảng năm 1847 có tiêu đề "Về Vật chất, Lực sống và Nhiệt", James Prescott Joule đã mô tả các thuật ngữ khác nhau có liên quan chặt chẽ đến nhiệt năng và nhiệt lượng. Ông xác định các thuật ngữ nhiệt tiềm ẩn và nhiệt cảm nhận là các dạng nhiệt ảnh hưởng đến các hiện tượng vật lý riêng biệt, cụ thể là thế năng và động năng của các hạt, tương ứng. Ông mô tả năng lượng tiềm ẩn là năng lượng của sự tương tác trong một cấu hình nhất định của các hạt, tức là một dạng năng lượng tiềm năng, và nhiệt lượng cảm nhận được là năng lượng ảnh hưởng đến nhiệt độ đo bằng nhiệt kế do nhiệt năng, mà ông gọi là lực sống.

## Nhiệt năng vô dụng
Nếu nhiệt độ tối thiểu của môi trường của hệ thống là {\displaystyle T_{\text{e}}} và entropy của hệ thống là {\displaystyle S}, khi đó một phần năng lượng bên trong của hệ thống lên tới {\displaystyle S\cdot T_{\text{e}}} không thể chuyển đổi thành công việc hữu ích. Đây là sự khác biệt giữa nội năng và năng lượng tự do của Helmholtz.